# Oregmopyga tippinsi
Oregmopyga tippinsi är en insektsart som beskrevs av Miller 1993. Oregmopyga tippinsi ingår i släktet Oregmopyga och familjen filtsköldlöss. Inga underarter finns listade i Catalogue of Life.